# Eois thetisaria
Eois thetisaria är en fjärilsart som beskrevs av William Schaus 1913. Eois thetisaria ingår i släktet Eois och familjen mätare. Inga underarter finns listade i Catalogue of Life.